# Formato cerrado
Un formato cerrado o privativo es un formato de archivo protegido por una patente o derechos de autor. Tales restricciones típicamente intentan prevenir la ingeniería inversa; si bien la ingeniería inversa en los formatos de archivo con propósitos de interoperabilidad generalmente es legal, según la creencia de quienes la practican. Las posiciones legales difieren conforme al país, entre otras cosas, en lo que se refiere a las patentes de software.
Lo opuesto a un formato cerrado es un formato abierto, el cual no impone restricciones al usuario final y a menudo también es legible por humanos, en contraste a legible por máquinas únicamente.

## Privacidad, propiedad, riesgo y libertad
Una de las cuestiones controvertidas, acerca del uso de formatos privativos, es la de la propiedad. Si la información es almacenada en un formato que el proveedor de software intenta mantener en reserva, el usuario puede "poseer" la información, pero no tiene otra manera de extraerla excepto utilizando un software controlado por el proveedor; lo que, en la práctica, proporciona a este el control de la información del usuario. El hecho de que el usuario dependa de una pieza de software para extraer la información almacenada en sus archivos de formato privativo, proporciona al proveedor una venta casi garantizada para futuras versiones del software y es la base para el concepto de dependencia del proveedor.
El riesgo sucede porque no hay registro público de cómo funciona un formato cerrado, si la firma del software que posee el derecho del formato deja de hacer el software que puede leerlo entonces todos los que utilizaron ese formato en el pasado podrían perder toda la información en esos archivos.  Esas situaciones son muy comunes, especialmente para versiones de software desactualizadas y detenidas

## Formatos cerrados destacados
- DOC - Formato de fichero Microsoft Word
- DWG - Formato de fichero AutoCad
- TIFF - Formato de fichero para imágenes.

## Formatos abiertos destacados
- txt texto ASCII - Texto plano
- HTML - Formato de página web estándar
- PNG - formato de imagen común en el web
- MP3 - MPEG-2 Audio Layer III Comúnmente conocido como MP3 es un formato de audio común en la web recientemente abierto al público.
- ODF - OASIS XML especificaciones para texto (odt), hojas de cálculo (ods), dibujo (odg) y presentaciones (odp).
- SVG - gráficos vectoriales
- Ogg - Formato contenedor para Vorbis (audio), Theora (video), Speex (speech), FLAC (audio)